# ФК Сигетсентмиклош

ФК Сигетсентмиклош (мађ. Szigetszentmiklósi Testgyakorlók Köre), је мађарски фудбалски клуб. Седиште клуба је у Сигетсентмиклошу, Мађарска. Боје клуба су зелена и бела. 

## Историја

### Почетак
ФК Сигетсентмиклош је званично основан 1922. године, али је СТК одиграо своју прву утакмицу, како је забележено, већ 1919. године. Одиграо је први сусрет, који је био незваничан, у историји клуба, 1. маја против ФК Ержебет хушош. Утакмица је одиграна на пашњаку испод брда Чонка и крајњи резултат утакмице је био 3 : 3. Уследила су још два сусрета, али је стицајем околности, који је поново основан 1922. године, када је изабрана зелено-бела боја клуба. 
У то време СТК је имао четири секције: фудбал, атлетику, дизање тегова и трчање. Чак су им се придружили и певачки вокали и глумачка група. Прво фудбалско игралиште у Рагаду било је поред Сајмишта, затим се клуб преселио у Дојч башту, свлачионица је била у кафани Хорват-Фодор. Трећа стаза је опет била поред Сајмишта (свлачионица у Пилер пабу). Фудбалери су учествовали на шампионату Пештанског округа, први процват доживели су између 1932. и 1937. године, када су освојили и првенство Дунавског пехара. За своју 40. годишњицу, клуб је постало првак Пештанске жупаније, а годину дана касније спојило се са тимом Фабрике аутомобила Чепел. 
Седамдесетих и осамдесетих година, тим је егзистирао између окружне прве дивизије и НБ III. Године 1998. клуб је први пут у историји прошао у НБ II, али је то тада био трећи ниво такмичења.

### Промена имена
| Година | Име                                        |
| ------ | ------------------------------------------ |
| 1922   | Сигетсентмиклош ТК ÷ Szigetszentmiklósi TK |
| 1948   | Кошут епитек − Kossuth Építők              |
| 1953   | Тереквеш КШК − Törekvés KSK                |
| 1956   | Вереш метеор − Vörös Meteor                |
| 1957   | Сигетсентмиклош ТК ÷ TK                    |
| 2009   | СТК Ерима − SzTK-Erima                     |
| 2016   | Сигетсентмиклош ТК ÷ Szigetszentmiklósi TK |